# فابیو باتسینی
فابیو باتسینی (ایتالیایی: Fabio Battesini; ۱۹ فوریهٔ ۱۹۱۲ – ۱۷ ژوئن ۱۹۸۷) دوچرخه‌سوار اهل ایتالیا بود.